# Małgorzata Samborska
Małgorzata Samborska (ur. w 1954 we Wrocławiu) – polska wokalistka, perkusistka i dyrygentka.

## Życiorys
Absolwentka Liceum Muzycznego im. Karola Szymanowskiego we Wrocławiu w klasie fortepianu i Państwowej Wyższej Szkoły Muzycznej we Wrocławiu na Wydziale Wokalno-Aktorskim. Już jako studentka występowała wraz ze swoim bratem Jackiem, śpiewając poezję i zdobywając nagrody na Przeglądzie Piosenki Studenckiej w Opolu, podczas Studenckiego Festiwalu Piosenki w Krakowie, a także na Festiwalu Pieśni Sakralnej „Sacrosong” (wówczas był to jeden z dwóch na świecie festiwali piosenki religijnej). W latach 70., duet rodzeństwa Samborskich związał się z Teatrem Polskim we Wrocławiu (wzięli m.in. udział w sztuce Niccolò Machiavellego pt. Mandragora, która miała swą premierę 28 lutego 1976 roku na deskach Sceny Kameralnej). Na przełomie lat 80. i 90. Samborska współpracowała jako wokalistka z Mietkiem Jureckim, biorąc udział w nagrywaniu jego solowych albumów Szuja z 1989 i Agrest z 1994. W drugiej połowie lat 90. była perkusjonalistką legendarnej Wolnej Grupy Bukowiny z którą nagrała w 1995 roku płytę Sad. Po zakończeniu współpracy z tą grupą, zaangażowała się w posługę w Kościele. Dyrygowała chórami podczas koncertów ewangelizacyjnych i na licznych spotkaniach modlitewnych, m.in. z udziałem zespołów Deus Meus i New Life’m. Razem z mężem Jackiem Ratajczykiem (perkusista związany z wrocławskim, jazzowym i rockowym środowiskiem muzycznym – współpracował m.in. z zespołami Transport Band, Grupa Market, Free Funk Trio i OZZY, a także z Wolną Grupą Bukowiną i formacją Włodzimierza Krakusa Joint Venture) założyła zespół Oweyo, który od końca lat 90. współtworzył czołówkę polskiej sceny chrześcijańskiej i ma w dorobku albumy: Jezus zwyciężył (1996), NoNa (2000) i Pieśni Kościoła (2004) oraz wiele zagranych koncertów. Od 2000 roku Samborska jest dyrygentem chóru „Adalbertus”, działającego przy kościele św. Wojciecha we Wrocławiu, zaś od roku 2003 dyryguje także chórem parafialnym „Jestem”, przy parafii św. Anny na wrocławskim Oporowie.